# فيليبي دي خيسوس أيالا
فيليبي دي خيسوس أيالا (بالإسبانية: Felipe de Jesús Ayala) هو لاعب كرة قدم مكسيكي، ولد في 16 ديسمبر 1977 في مونتيري في المكسيك. لعب مع تايجرز أونال ونادي بويبلا ونادي تشياباس.

## وصلات خارجية
- فيليبي دي خيسوس أيالا على موقع قاعدة بيانات كرة القدم.إي يو (الإنجليزية)